# Bakun
Bakun (Bayan ng Bakun) är en kommun i Filippinerna. Kommunen ligger på ön Luzon, och tillhör provinsen Benguet. Folkmängden uppgår till 12 213 invånare.
Bakun är indelat i 7 barangayer.

### Allmänna källor
- Quick Tables: List of Municipalities
- Population and Housing